# Ousmane Sembène

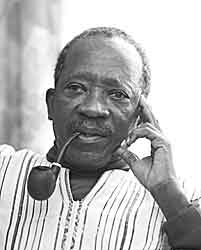
Ousmane Sembène (1987)

Ousmane Sembène (Ziguinchor, 1 januari 1923 – Dakar, 9 juni 2007) was een Senegalees auteur en filmmaker. Hij wordt gezien als een sleutelfiguur van de postkoloniale Afrikaanse cinema.
Sembène begon zijn artistieke carrière als romanschrijver. De ervaringen die hij opdeed als fabriekarbeider en dokwerker in de havens van Marseille, verwerkte hij in zijn debuutroman Le Docker Noir (De zwarte dokwerker) uit 1956. Zijn wellicht bekendste boek is Les bouts de bois de Dieu (De houtjes van God, 1960), over de staking van de spoorwerkers van de lijn Dakar-Niger in 1947-1948.
Zijn eerste speelfilm, La Noire de... (Het zwarte meisje van..., 1966) was gefilmd in zwart-wit en met semi-documentaire stijl, geïnspireerd op de Nouvelle Vague. De film draaide om het isolement van een Senegalese kindermeid in dienst bij een Franse familie. Het won de Prix Jean Vigo, waarmee Sembène als eerste Afrikaanse filmmaker internationale erkenning kreeg. Hij wordt derhalve de "vader van de Afrikaanse cinema" genoemd.
Sembène maakte in veertig jaar elf films, waarin maatschappelijk geëngageerde thema's als kolonialisme, racisme, en de rechten van de vrouw veelal centraal staan. Hij won prijzen op de filmfestivals van Berlijn, Cannes en Venetië.

## Romans
- 1956: Le Docker noir
- 1957: Ô pays, mon beau peuple
- 1960: Les Bouts de bois de Dieu
- 1962: Voltaïque
- 1964: L'Harmattan
- 1965: Le Mandat, précédé de Vehi-Ciosane
- 1973: Xala,
- 1981: Le Dernier de l'Empire
- 1987: Niiwam

## Filmografie (selectie)
- 1963: Borrom Sarret (korte film)
- 1964: Niaye
- 1966: La noire de...
- 1968: Mandabi
- 1974: Xala
- 1976: Ceddo
- 1987: Camp de Thiaroye
- 1992: Guelwaar
- 2000: Faat Kiné
- 2004: Moolaadé